# Heterosternuta oppositus
Heterosternuta oppositus är en skalbaggsart som först beskrevs av Thomas Say 1823.  Heterosternuta oppositus ingår i släktet Heterosternuta och familjen dykare. Inga underarter finns listade i Catalogue of Life.